# Rumex promiscuus
Rumex promiscuus är en slideväxtart som beskrevs av Karl Heinz Rechinger. Rumex promiscuus ingår i släktet skräppor, och familjen slideväxter. Inga underarter finns listade i Catalogue of Life.